# Goeletă

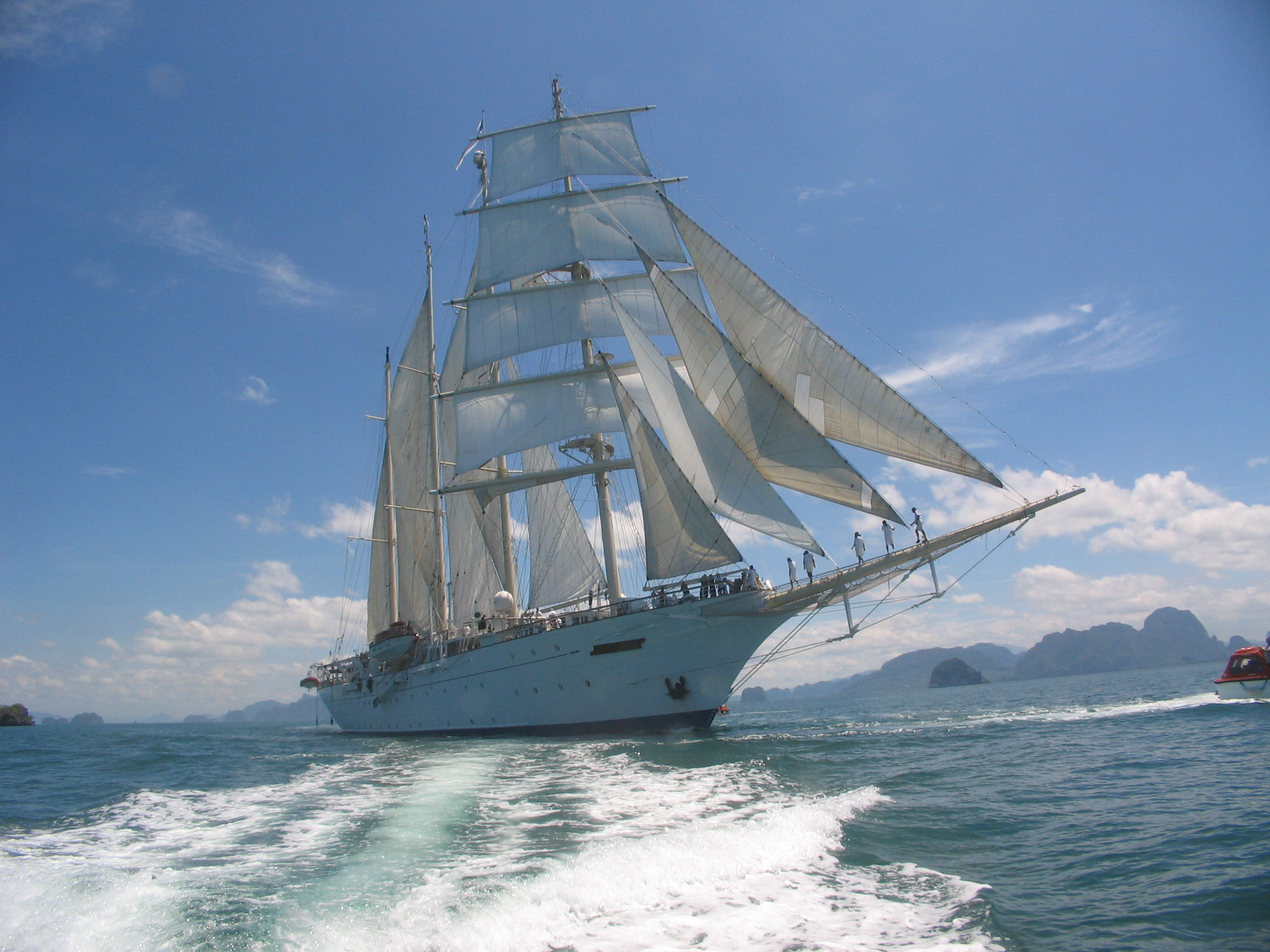
Goeletă modernă de croazieră cu hunier și patru catage

O goeletă, din cuvântul din limba franceză, goélette (în neerlandeză, Schoener, în engleză, schooner, în germană, Schoner) este un tip de vas cu pânze, caracterizat prin prezența a, în general, două catarge, uneori trei, rareori mai multe, pe care se ridică pânze multiple aflate la diferite grade de înclinare față de axa de simetrie a navei.
Particularitatea distinctă a goeletelor este folosirea simultană a acestor pânze multiple la diferite grade de înclinare pentru a prinde cât mai complet forța vântului. În cazul celor mai eficiente și rapide goelete, pânzele sunt foarte rar orientate perpendicular pe direcția de înaintare a navei.
Primele utilizări ale goeletelor se datoresc olandezilor în secolele al XV-lea și al XVI-lea fiind apoi perfecționate de francezi, englezi, americani și canadieni în secolelele următoare.

## Etimologie

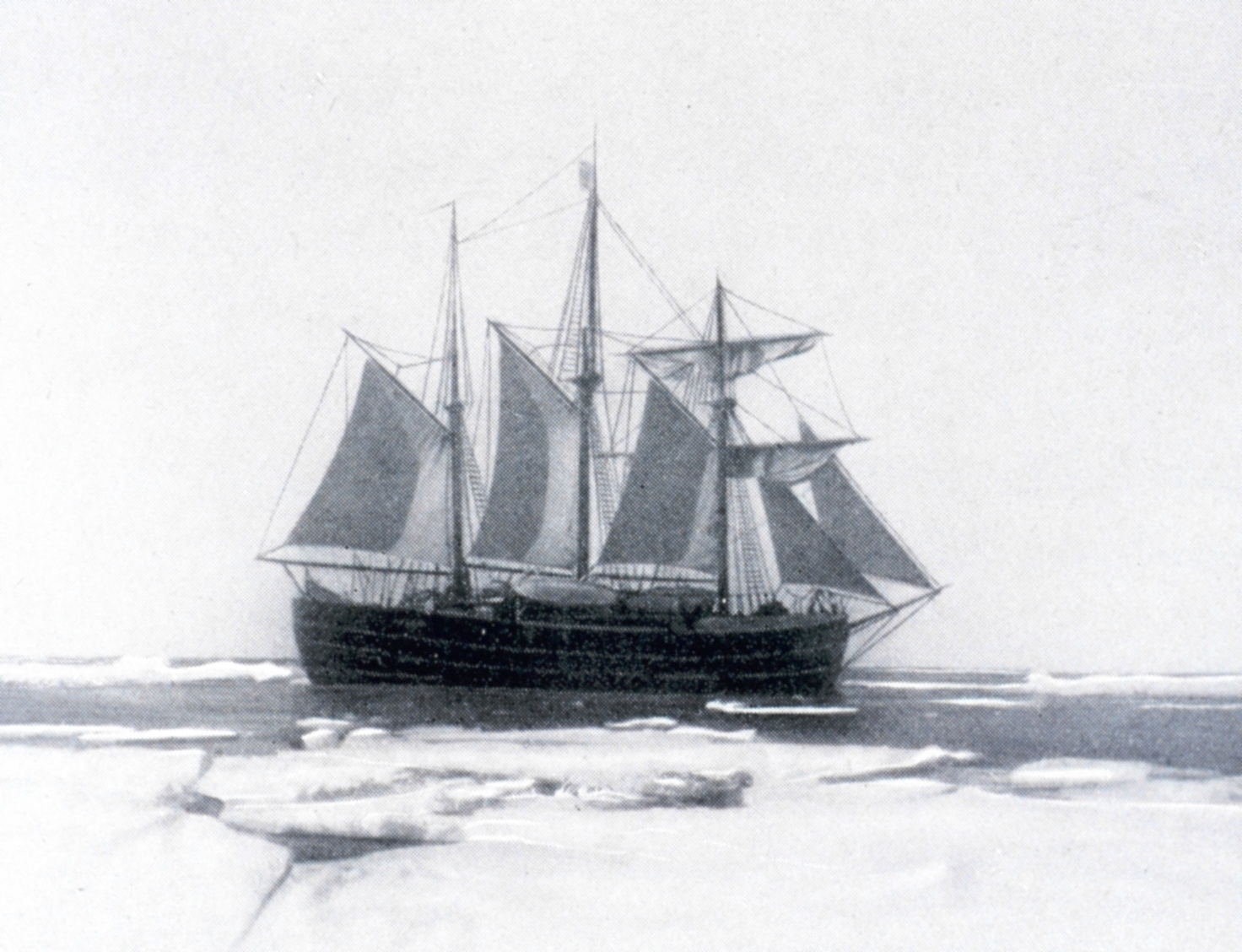
Celebra goeletă cu hunier Fram a lui Nansen.

Denumirea vine din franceza veche « go(u)ëlette » care provine din cuvântul breton gwelan sau guelañ (în franceza modernă goéland ) desemnând pescărușii (prin analogie între vele și aripile lor) și însemnând „plângăreți” (prin analogie cu chirăiala lor).

## Operațiuni
Trei dintre cele mai faimoase iahturi de concurs, America, Atlantic și Bluenose, au fost goelete. Fiecare din ele erau aproximativ 45 de metri în lungime.

## Goelete celebre

### Din România
- Speranța, astfel denumită după nava ficțională a lui Anton Lupan din romanul „Toate pânzele sus!”, a fost inițial o mahonă de pescuit de 90 de tone transformată în goeletă la șantierul naval din Tulcea, în 1968, pentru Studioul Cinematografic „București”, cu ajutorul uzinelor de utilaj greu „Progresul” din Brăila.[2]. Caracteristicile principale erau:
  - Lungime peste tot:  27 m
  - Lungime la nivelul apei:  19 m
  - Lățime la cuplul maestru: 5,2 m
  - Deplasament:  120 t
  - Motor 3D6 de 150 CP la 150 rot/minute
  - Înălțimea arborelui: trinchet 17 m
  - Înălțimea arborelui artimon: 18 m
  - Viteza cu vele: 8 noduri la vânt forța 4
  - Viteza cu vele și motor: 12 noduri
  - Greement amovibil și transformabil în 4 tipuri: goeletă, goeletă cu hunier, brigantină și bric
  - La acestea a fost adăugat un lest mobil 10 t pentru a compensa deplasările la bord ale echipelor de turnaj și actorilor.

Nava putea rezista pe mare cu valuri de gradul IV și vânt de forța VI cu velele întinse și echipa de turnaj la bord.
Timp de peste zece ani, „Speranța” a fost folosită pentru turnajul filmelor realizate în general cu firme cinematografice străine, fiind astfel o sursă de venituri în valută pentru stat. În primii ani au fost realizate filmele: Răpirea fecioarelor, Răzbunarea haiducilor, Vasul fantomă (după romanul lui Jack London), Pirații din Pacific, Fiul Soarelui și Joe printre pirați. În 1975 este greată ca goeletă cu hunier, pentru turnajul filmului românesc Toate pînzele sus! de Mircea Mureșan, după romanul de succes cu același nume, al scriitorului Radu Tudoran (fratele lui Geo Bogza). Mai târziu, nava a „jucat” rolul goeletei „Ghost” din serialul german Lupul de mare (după alt roman al lui Jack London), iar în anii 1972-76 acela al goeletei „Sloughi” în serialul francez Doi ani de vacanță de Sergiu Nicolaescu și Gilles Grangier (după romanul lui Jules Verne). România comunistă neavând fonduri pentru întreținerea „Speranței", sever șubrezită de aceste filmări, nava a fost dezmembrată în anii 1980.
- „Adornate”, proprietate, din 2006, a companiei private de croaziere de lux „SCR Black Sea” din Constanța, navă de 250 tone construită în Olanda în 1960, lungă de 45 m, prevăzută cu două catarge și bompres. Nava „Adornate” a fost achiziționată la șapte ani după ce, din aceleași motive ca mai sus, fostul iaht regal al României, nava „Luceafărul” ulterior „Libertatea”, a fost vândut une companii britanice care l-a restaurat și-l folosește sub numele de „Nahlin”.

### De pretutindeni
- America, iaht faimos, participant la America's Cup
- La Amistad, goeletă faimoasă pentru revolta sclavilor aflați la bordul acesteia
- Bluenose, vas canadian de pescuit și de curse
- Clotilde, ultimul vas care a adus sclavi africani în America de Nord
- Fram, goeleta lui Fridtjof Nansen, special construită pentru explorări arctice, și cu care, ulterior, Roald  Amundsen a întreprins expediția antarctică din 1910-1912, atingând primul Polul Sud
- USS Hannah, primul vas înarmat al viitoarelor State Unite ale Americii
- Hispaniola, faimoasa goeletă din romanul de aventuri pentru copii și tineret, Comoara din insulă, de Robert Louis Stevenson
- Liverpool Packet, faimoasă goeletă din Nova Scotia
- Pride of Baltimore, un vas de tip clipper⁠(en)[traduceți] din Baltimore scufundat în timpul unei furtuni albe⁠(en)[traduceți]
- Thomas W. Lawson, singura goeletă cu 7 catarge construită vreodată
- Were' Here, goeletă din cartea lui Rudyard  Kipling, Captains Courageous
- Wyoming, cea mai mare goeletă din lemn construită vreodată

## Galerie

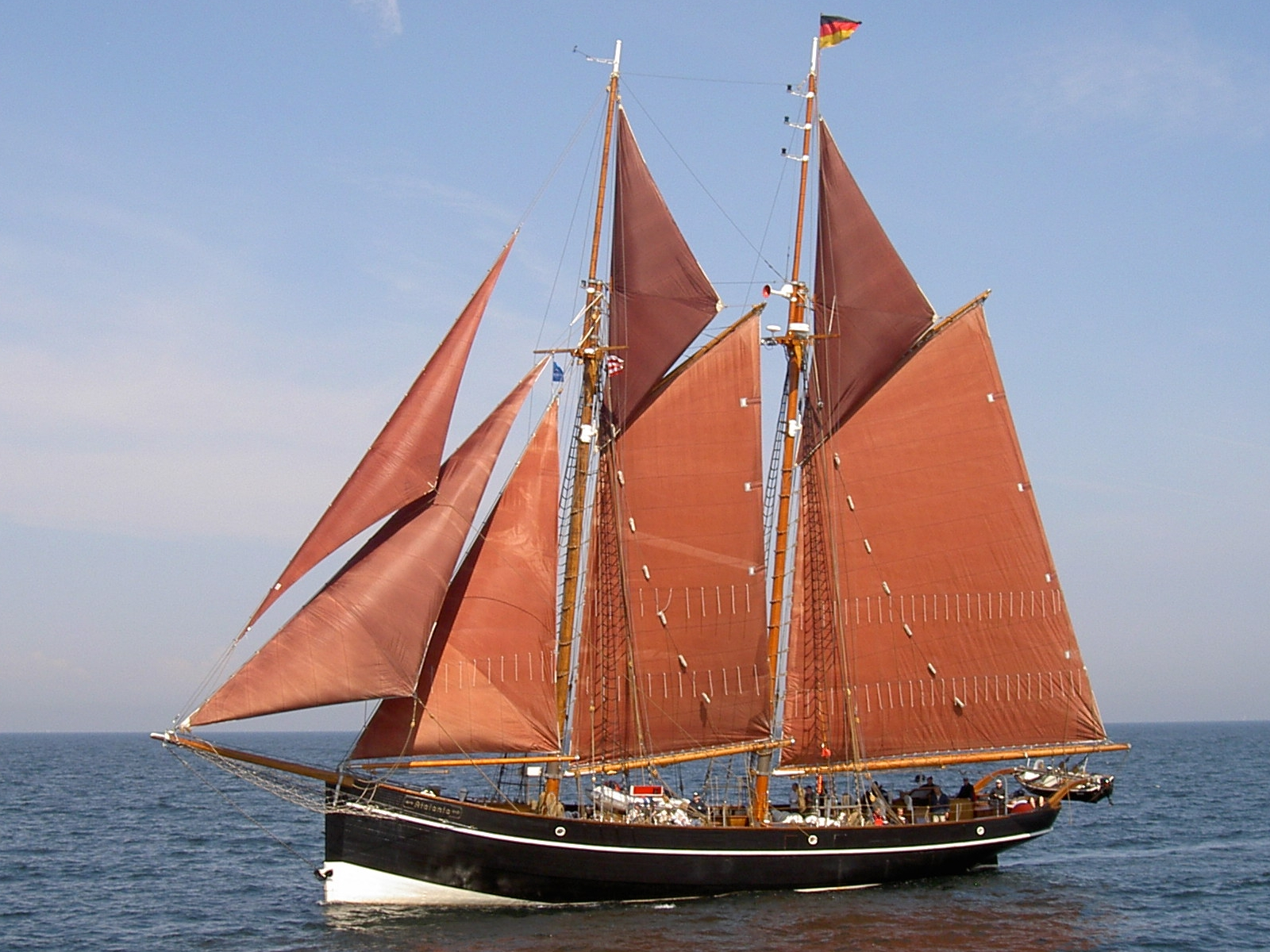
Goeleta germană Atalanta
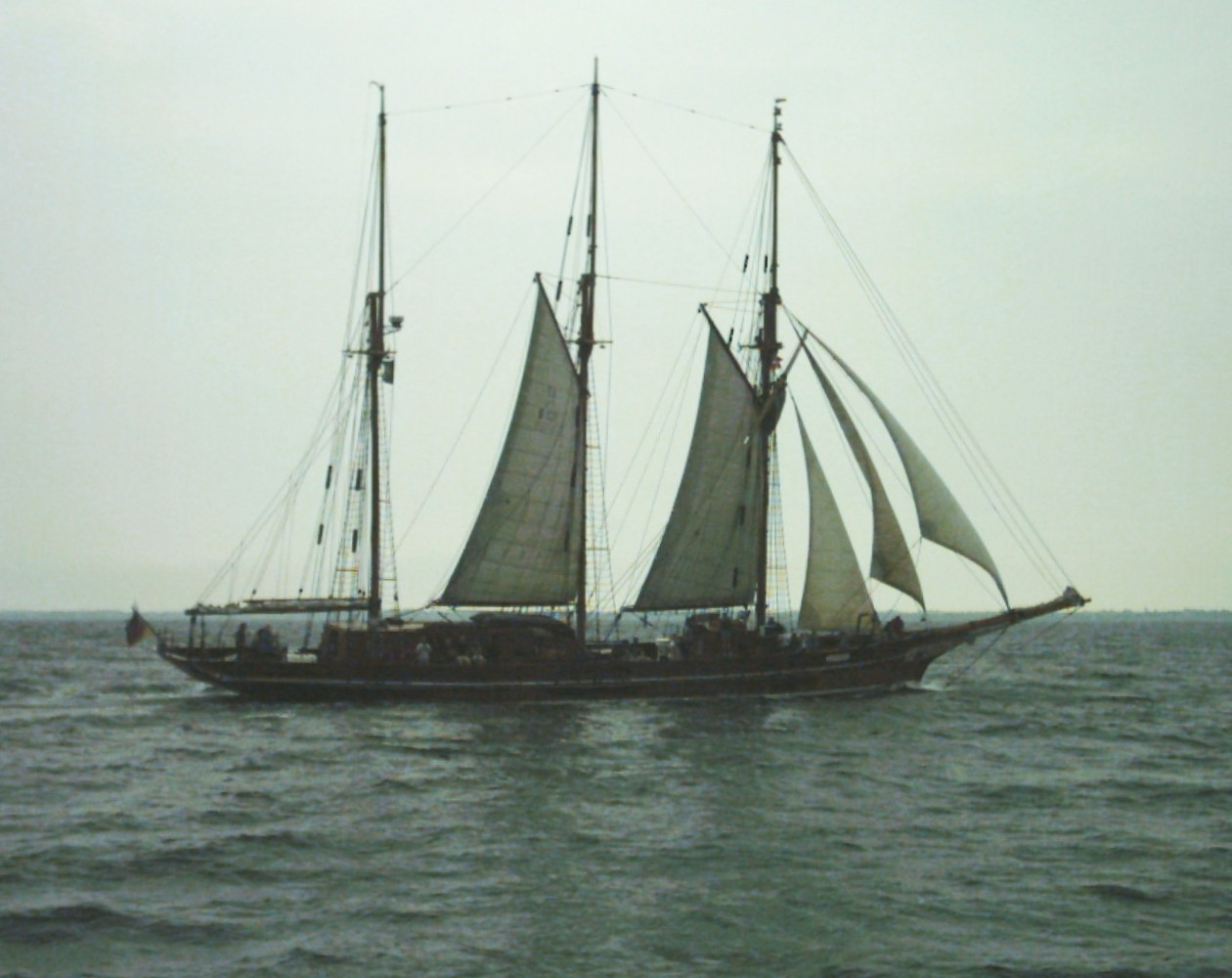
Amphitrita, din Germania, cea mai veche goeletă prezervată în lumea actuală, cu trei catarge
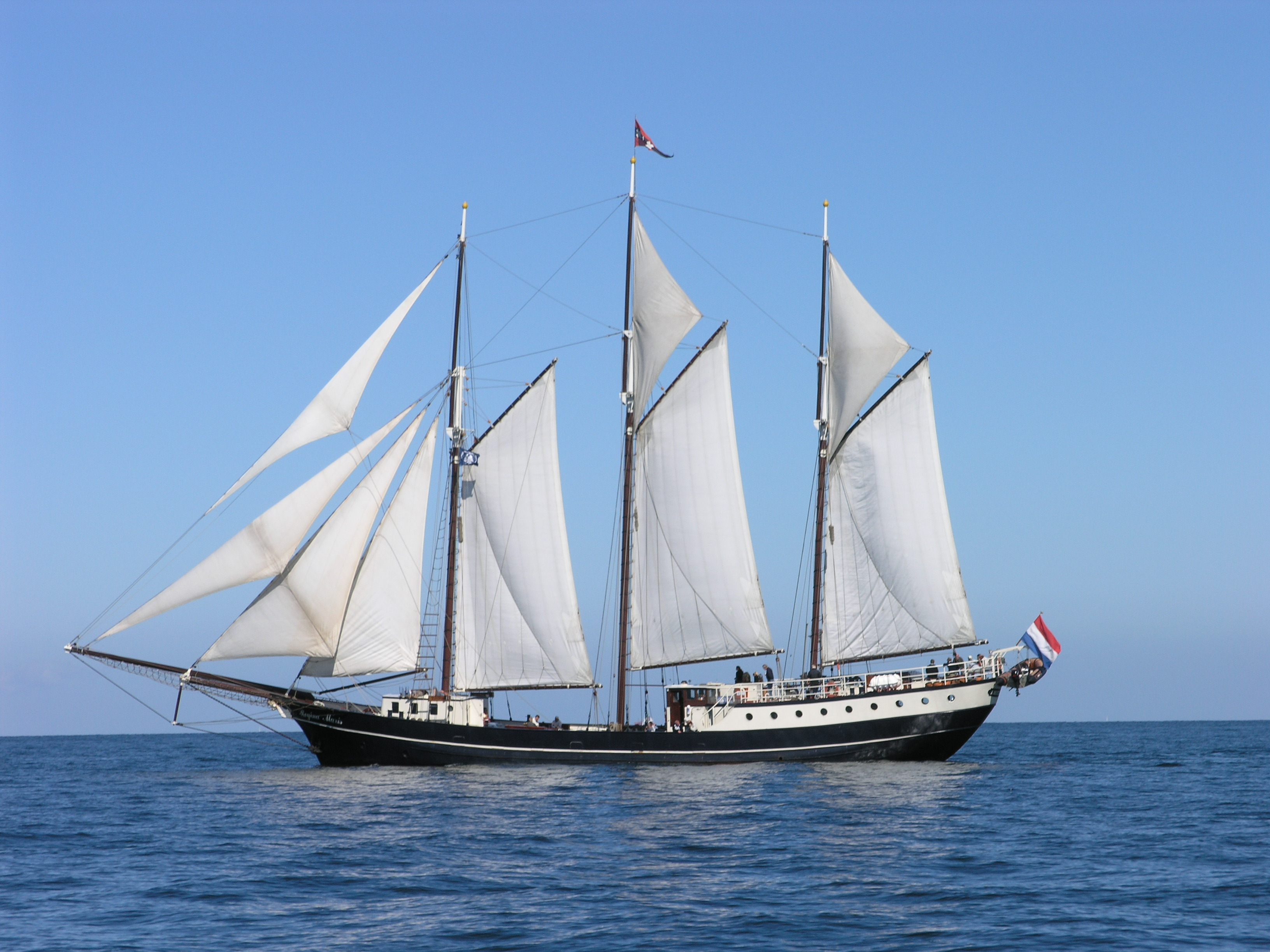
Goeleta olandeză cu trei catarge Regina Maris
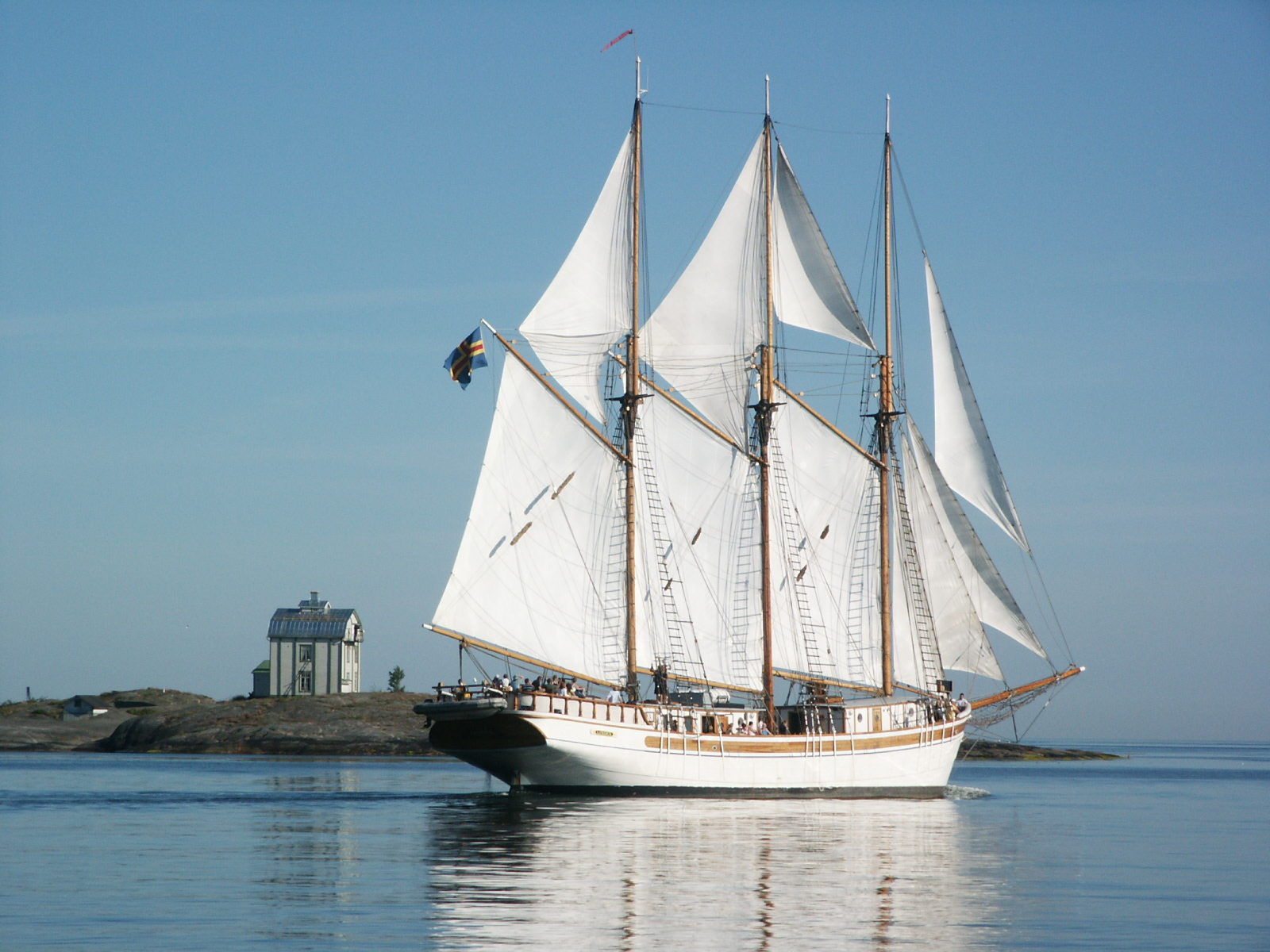
Goeleta finlandeză cu trei catarge Linden
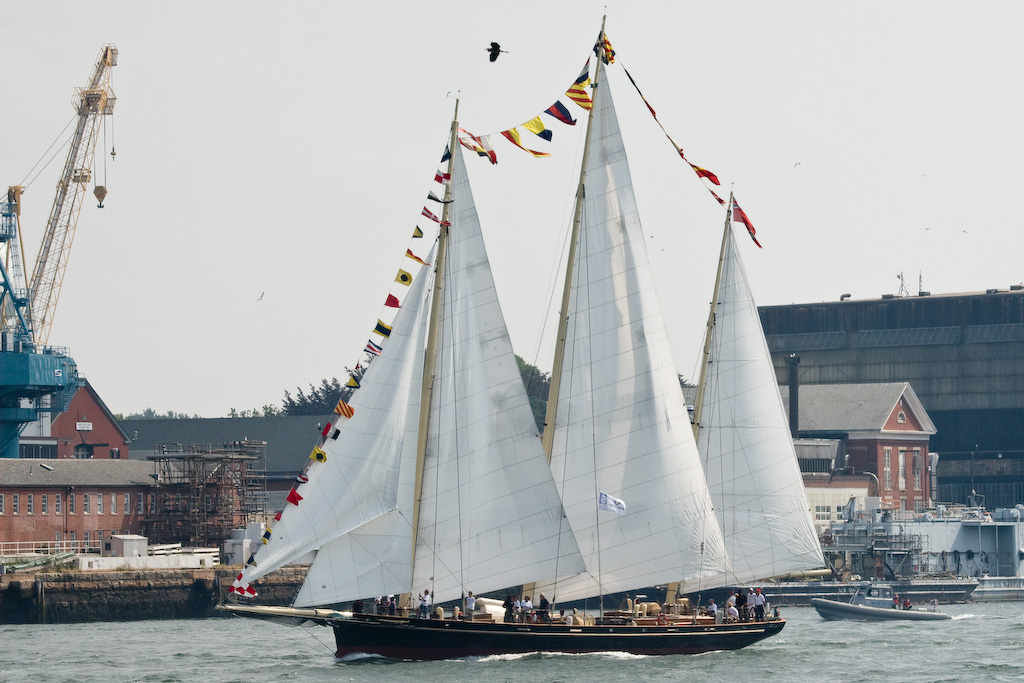
Goeleta britanică cu trei catargeSpirit of Bermuda din insula cu același nume
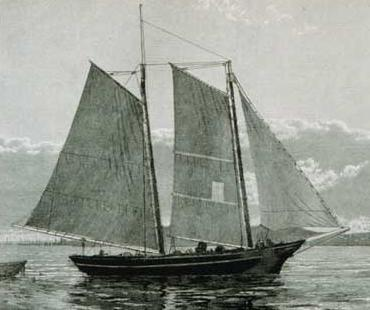
Goeletă-pescador irlandeză
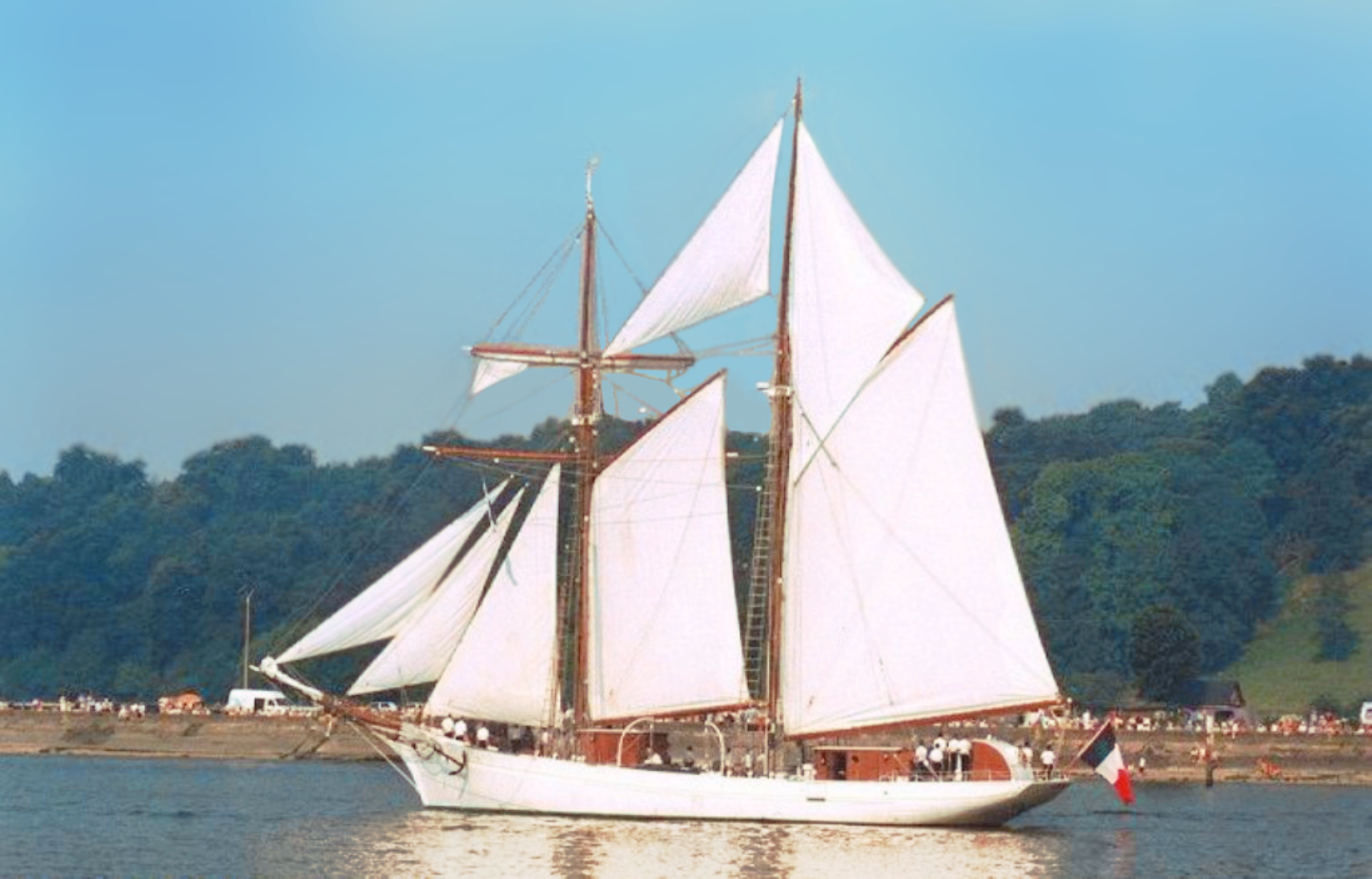
Goeleta-şcoală militară franceză Étoile
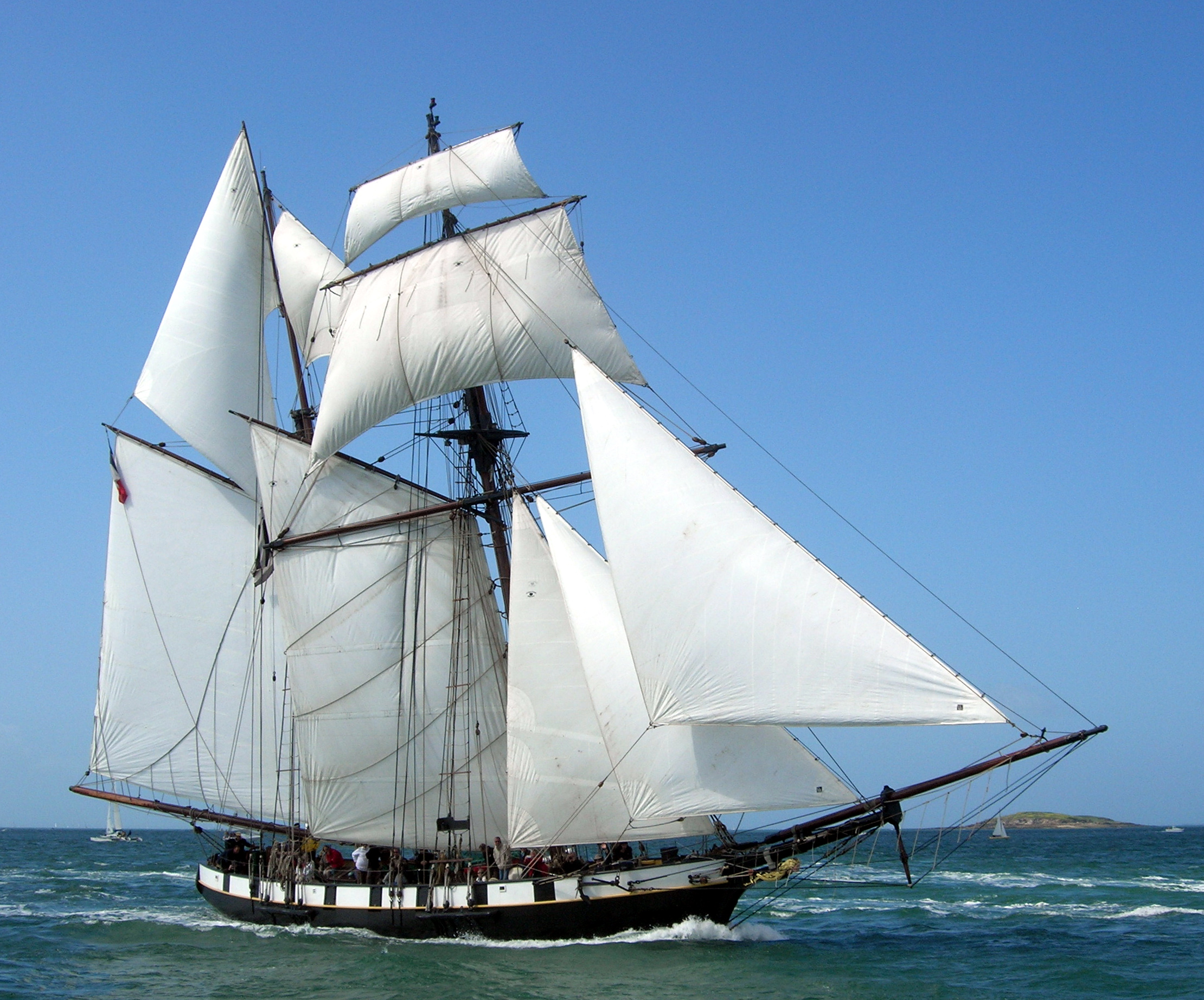
Goeleta-școală franceză cu hunier La Recouvrance
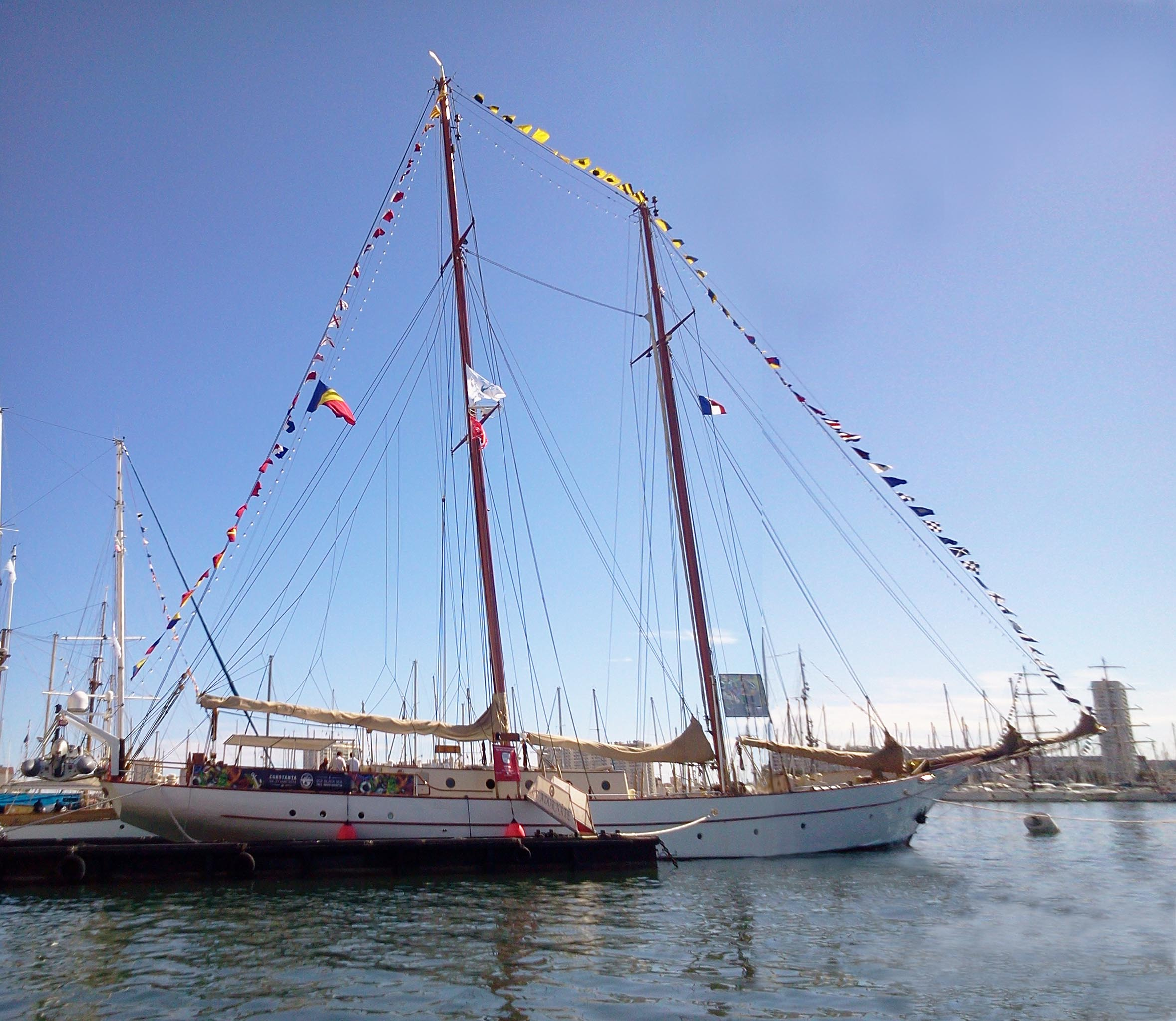
Goeleta românească Adornate achiziționată în 2006
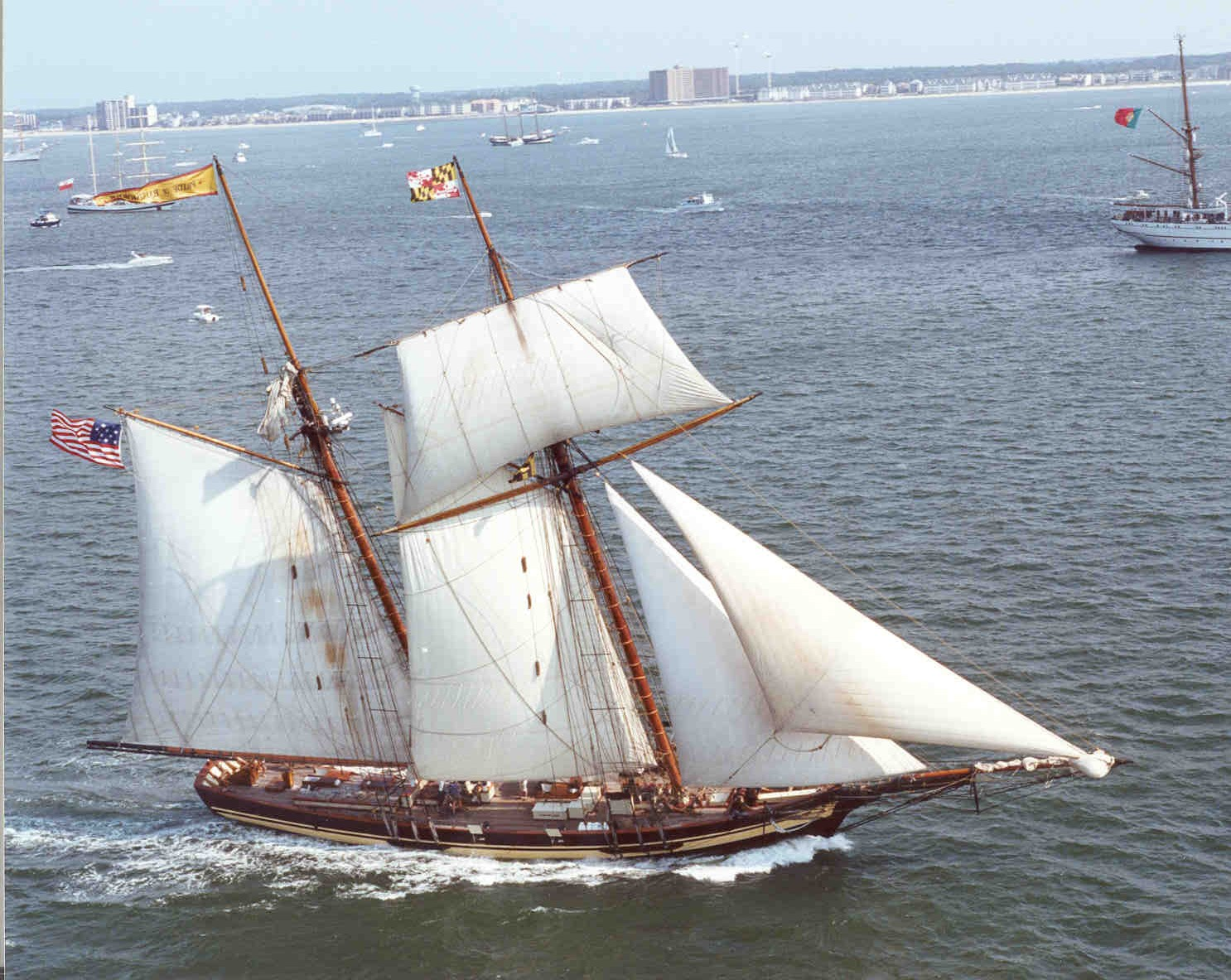
Goeleta americană cu hunier Pride of Baltimore II
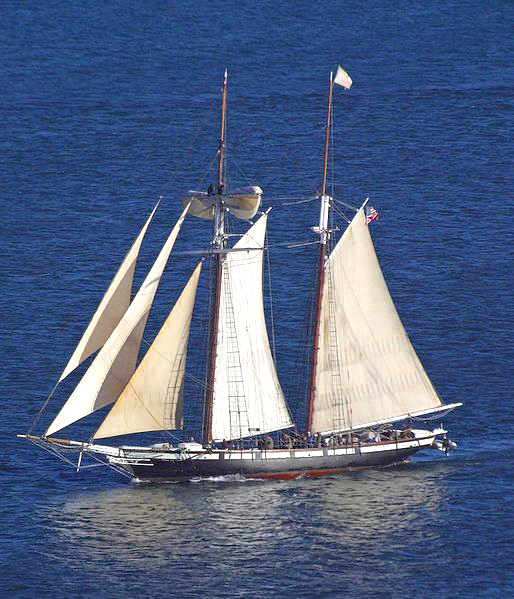
Californian, altă goeletă americană
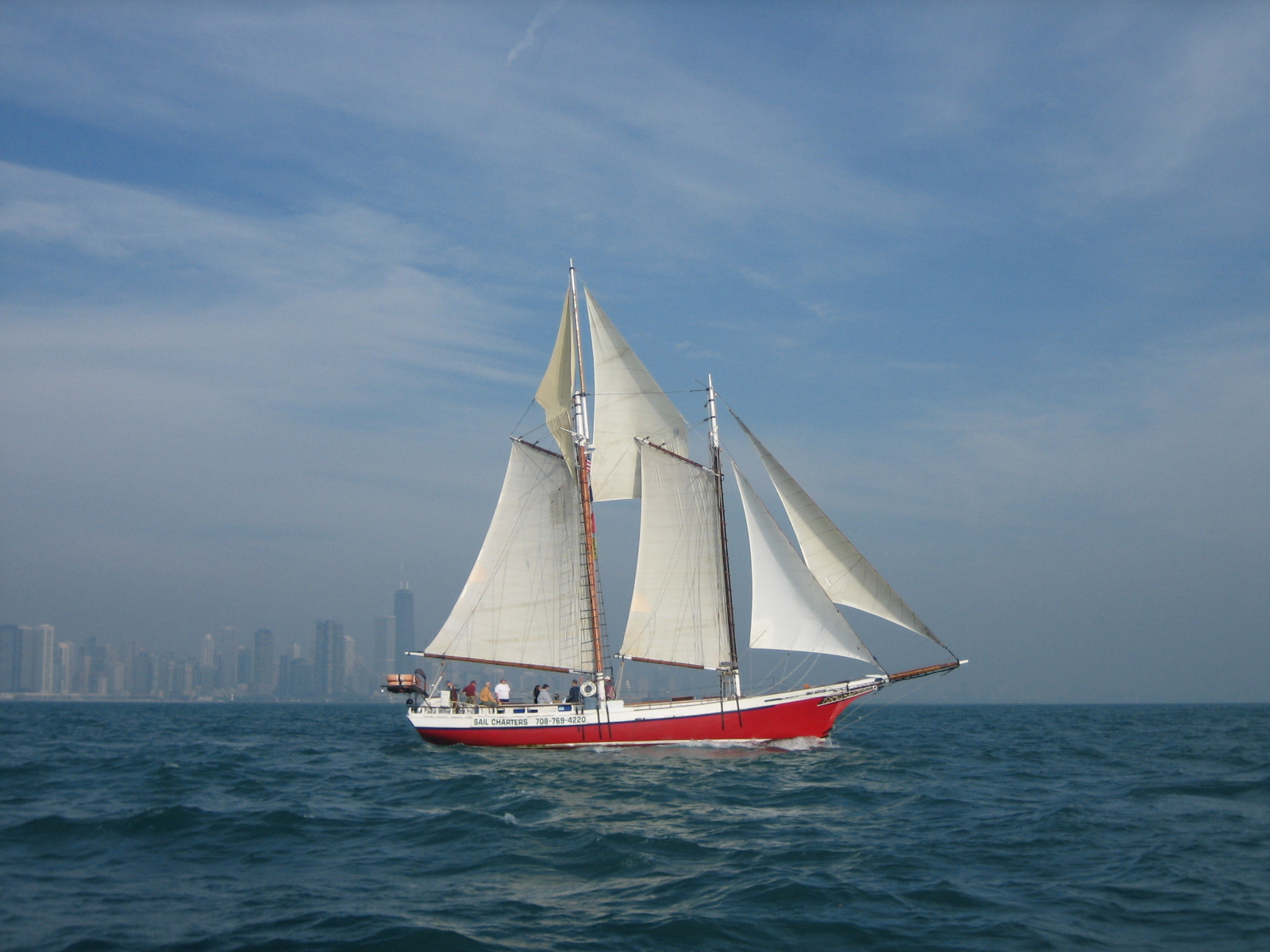
Navigând pe lacul Michigan, goeleta americană Red Witch de la Chicago
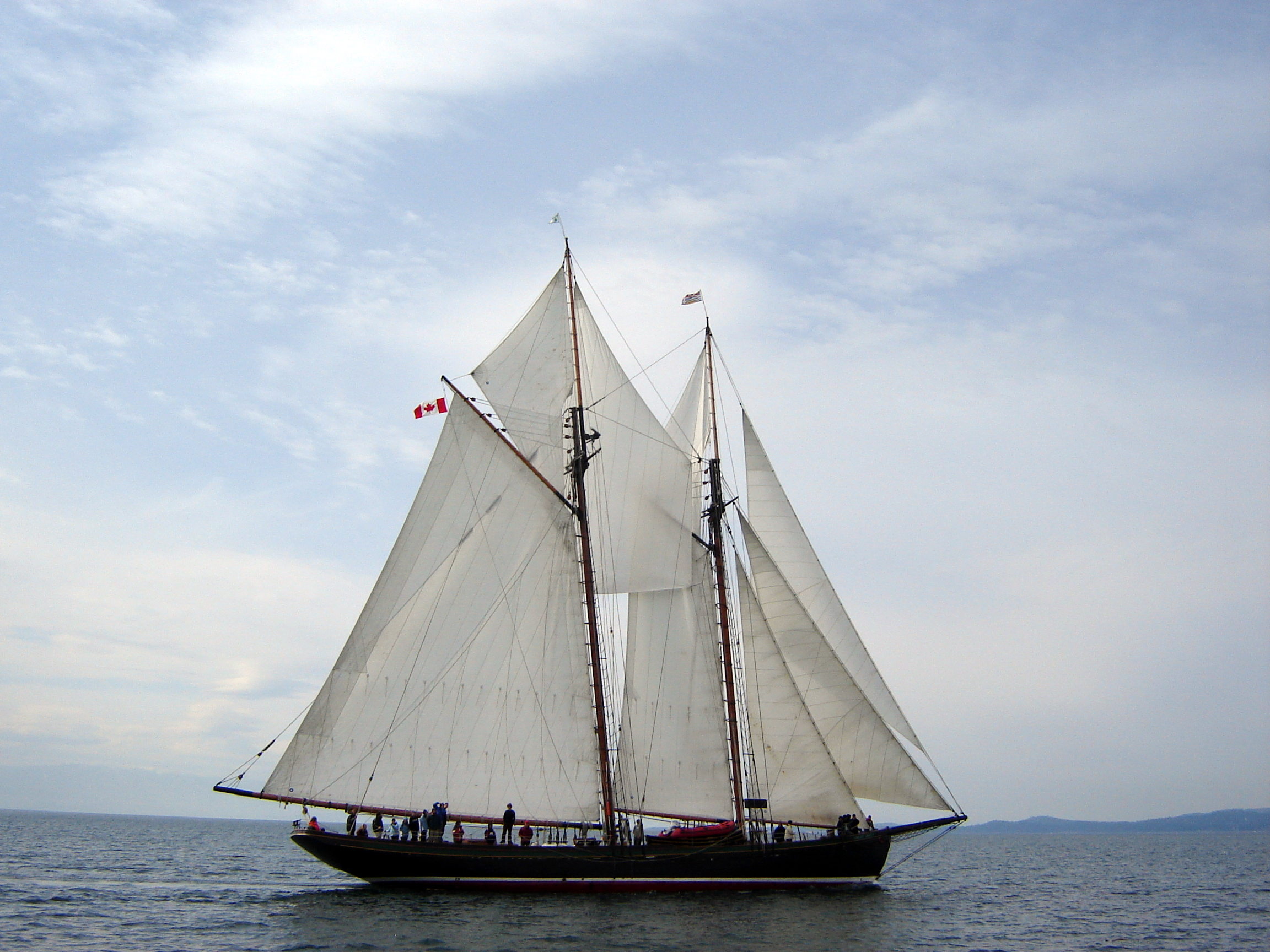
Goeleta canadiană Pacific Grace, 2001